# Parc naturel de l'Arrábida

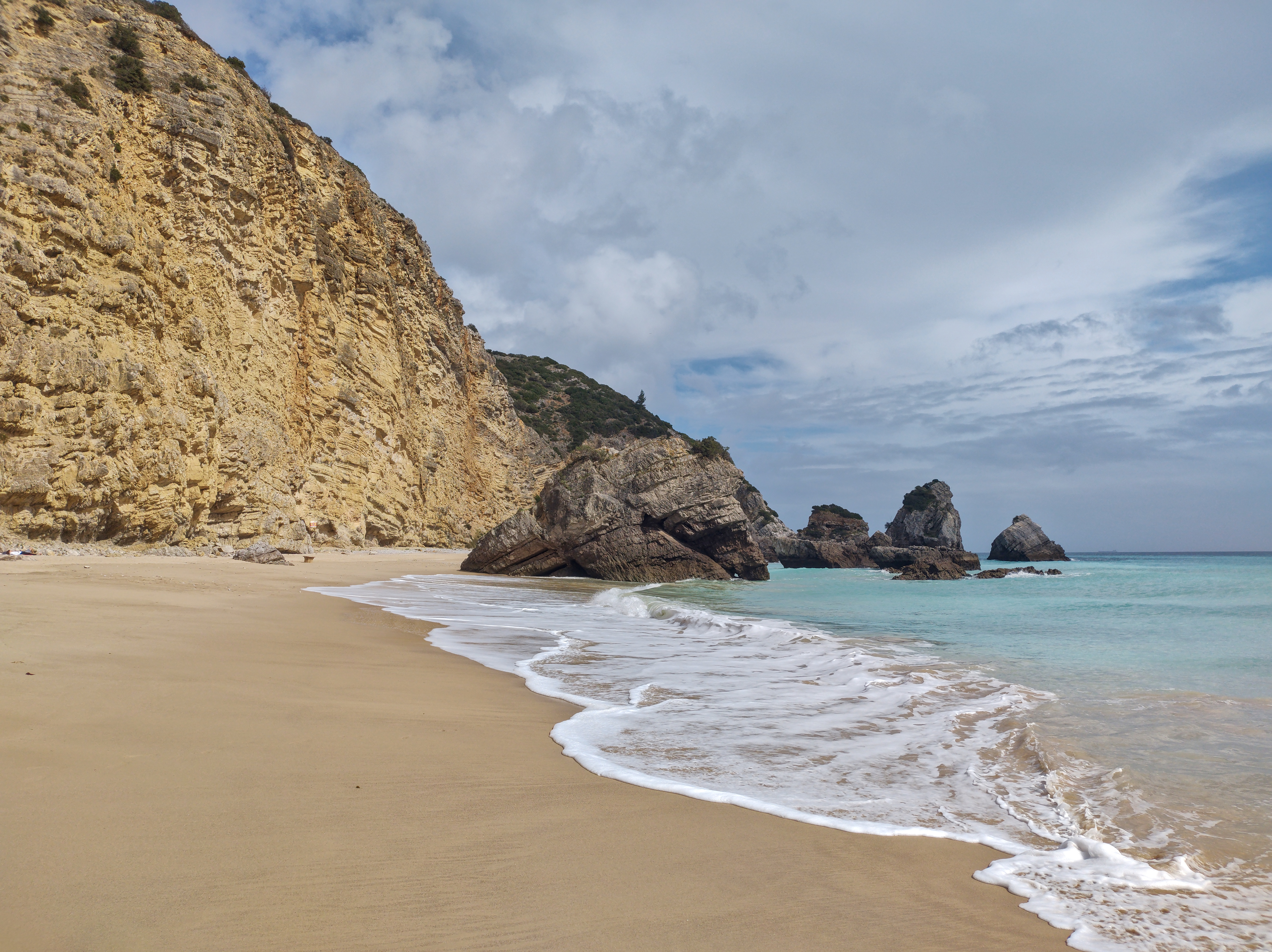
La plage do Ribeiro do Cavalo dans le parc. Mars 2023.

Le parc naturel de l'Arrábida est une réserve biogénétique de 10 800 ha située sur la rive nord de l'estuaire du rio Sado dans la serra de Arrábida (district de Setúbal) au sud-ouest du Portugal.

## Historique
Le territoire du parc est classé comme site d'intérêt spécial pour la conservation de la nature - biotope CORINE.
Le parc naturel de Arrábida créé par le décret-loi 622/76 a pour objet de protéger les ressources géologiques, la flore, la faune ainsi que les paysages et les témoignages culturels et historiques locaux.
La flore et la faune marine sont protégées par une zone marine contigüe : la Réserve naturelle de l'estuaire du Sado (pt).
Le parc est aujourd'hui menacé par la pression urbaine et certaines implantations critiquées par les associations de protection de la nature (voir le cas des Casais da Serra).
On y trouve aussi le Fort de São Filipe.

## Flore
La végétation est de type méditerranéen, et comprend des zones de maquis. 

## Faune
Parmi les espèces de mammifères, on note le chat sauvage, la genette, le blaireau.

## Géologie
Le parc naturel doit son nom à la chaîne (Serra de Arrábida) qui borde l'estuaire sur 35 km. Orientée ENE-OSO, elle cumine à 501 m. La zone est constituée de roches d'origine majoritairement sédimentaire, et principalement calcaire, avec une partie de brèches éruptives près de Sesimbra. Dans les zones calcaires, par la nature du sol, les cours d'eau ne sont pas permanents.